# Cyprus Airways
Cyprus Airways Public Ltd (Κυπριακές Αερογραμμές) era la compagnia aerea di bandiera di Cipro. La compagnia aveva sede a Nicosia ed era controllata dal Governo di Cipro. Il 9 gennaio 2015 ha sospeso tutte le operazioni di volo.
Nel luglio 2016 il marchio è stato acquistato da Charlie Airlines, che da quel momento opera col nome di Cyprus Airways.

## Storia
La compagnia venne fondata il 24 settembre 1947 e iniziò le operazioni di volo il 18 aprile 1948.
Il 2012 si è concluso per la Cyprus Airways con 55,8 milioni di Euro di perdita, in aumento rispetto ai 23,9 milioni di Euro del 2011. All'inizio del 2013 la Commissione Europea ha aperto un'inchiesta sulla legittimità degli aiuti dello Stato cipriota alla compagnia aerea. Inoltre dal 2013, dopo il blocco degli aiuti dallo Stato cipriota, la compagnia aerea si è trovata sull'orlo di bancarotta per mancanza di liquidità. Il 9 gennaio 2015 Cyprus Airways ha terminato le operazioni di volo a causa di una condanna dell'Unione Europea, voluta dal commissario alla concorrenza Vestager, ad un risarcimento di 65 milioni di Euro.
Nel luglio 2016, Charlie Airlines Ltd ha vinto una gara d'appalto per l'utilizzo del marchio Cyprus Airways per un decennio, firmando un accordo corrispondente con il Ministero delle finanze di Cipro.
Nel luglio 2018, Cyprus Airways ha superato con successo l'Operational Safety Audit (IOSA) dell'International Air Transport Association (IATA), uno degli standard più elevati al mondo per la sicurezza operativa delle compagnie aeree. Nell'ottobre 2018 la compagnia è diventata membro della International Air Transport Association (IATA). Nell'aprile 2021, Cyprus Airways è stata acquisita dal gruppo SJC, un gruppo maltese con operazioni in Africa e Medio Oriente, che incorpora una serie di attività diverse tra cui operazioni di volo commerciale con elicotteri e manutenzione da hangar dedicati all'interno dell'aeroporto internazionale di Malta. Il Gruppo SJC mantiene una flotta di aerei privati per fornire servizi di emergenza in parti remote del mondo. L'azienda è anche un fornitore leader di servizi antincendio e di sicurezza.

## Flotta

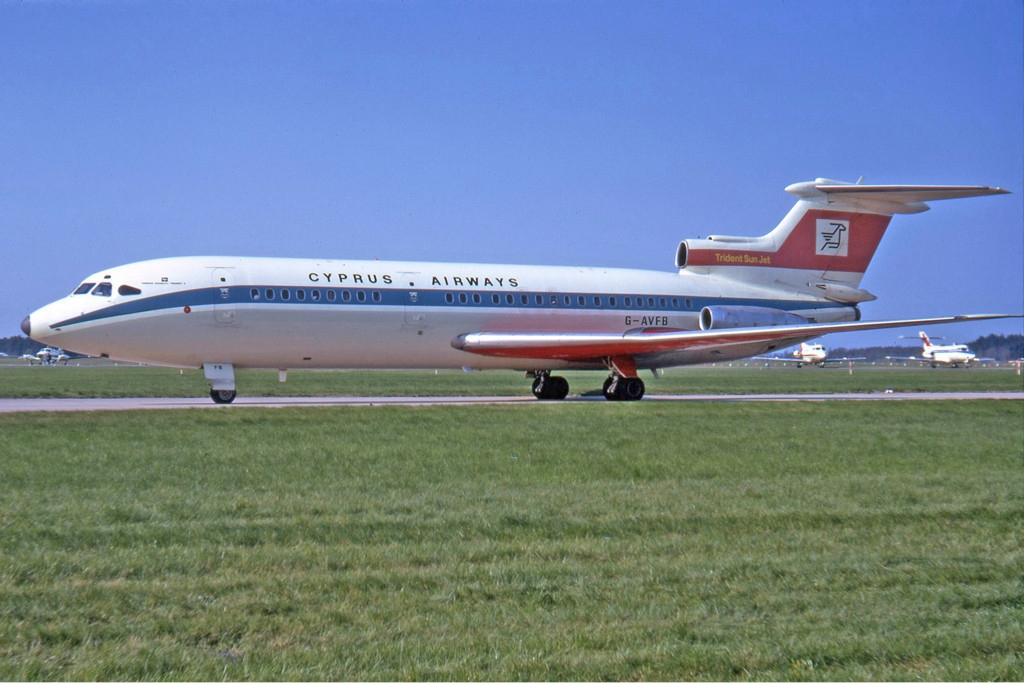
Un Hawker Siddeley Trident.

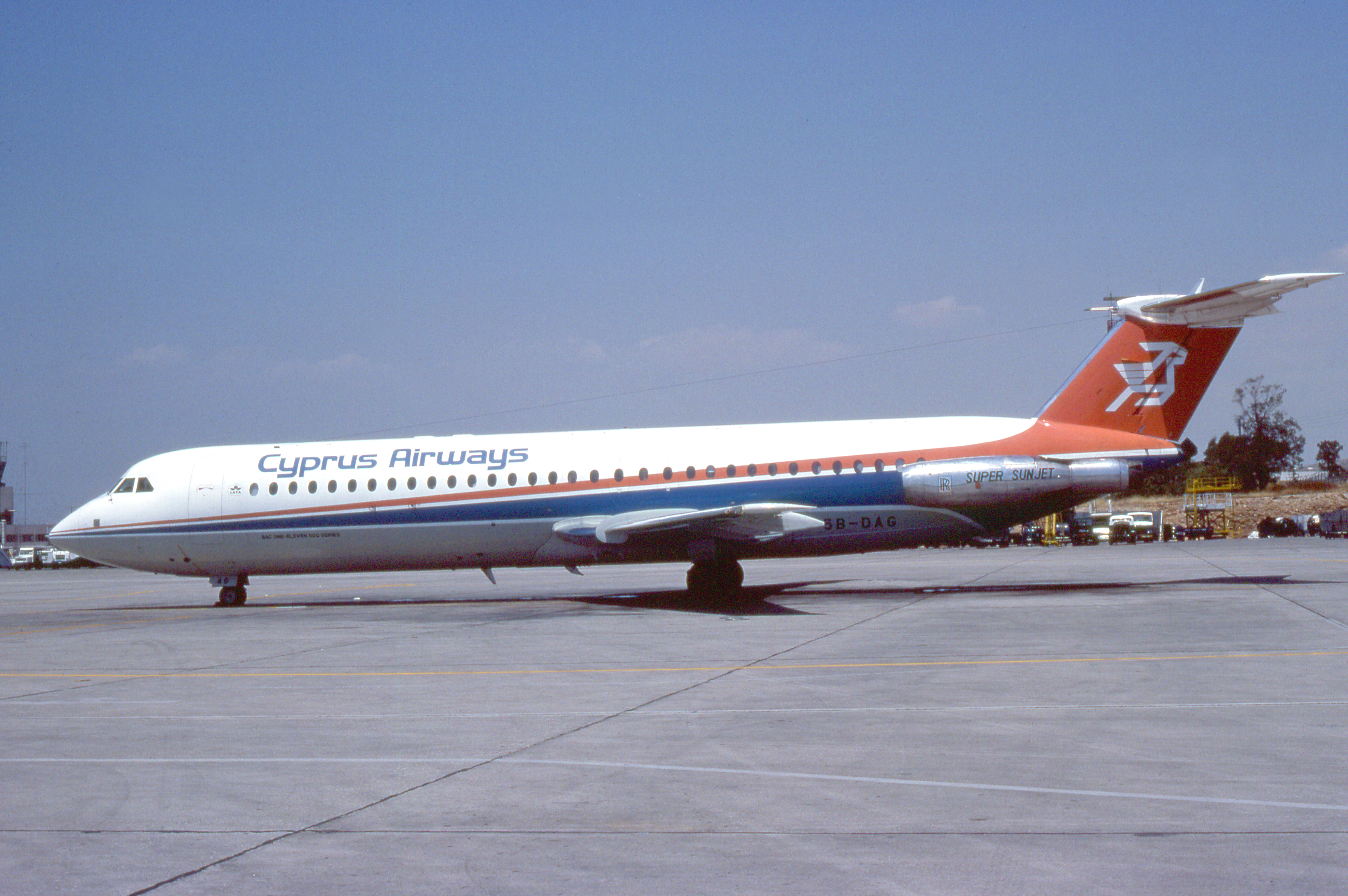
Un BAC One-Eleven.

La flotta di Cyprus Airways, al momento della chiusura nel 2015, era così composta:

### Flotta storica

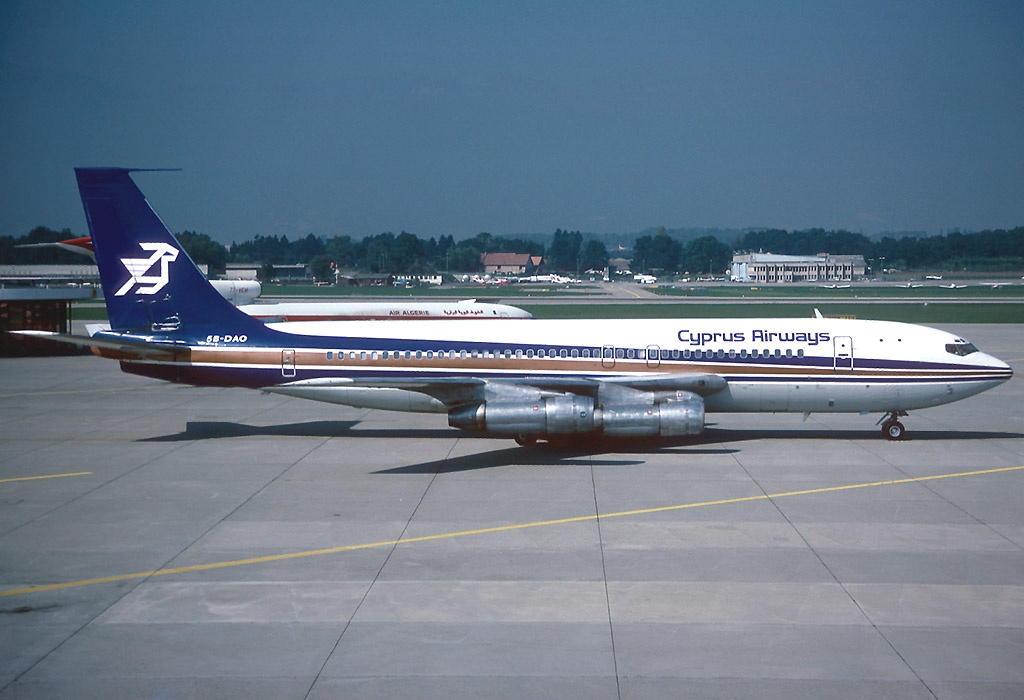
Un Boeing 707-100.

Nel corso degli anni, Cyprus Airways ha operato nel complesso con i seguenti aeromobili:

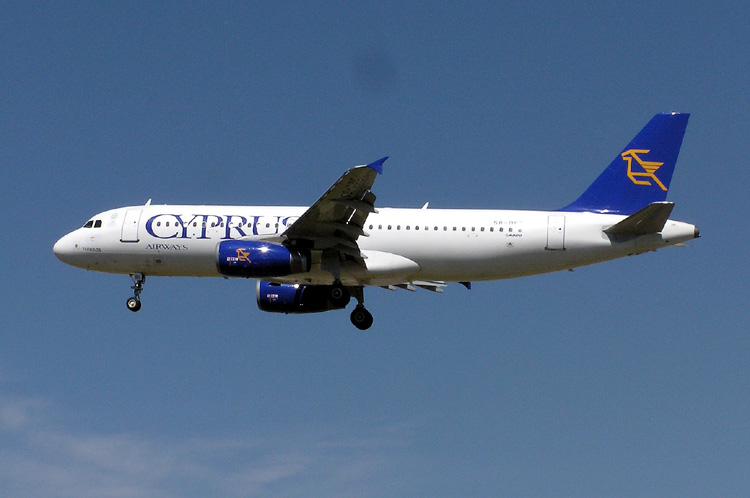
Un Airbus A320

In aggiunta, Cyprus Airways ha operato degli Airspeed Ambassador, Auster Alpine, Canadair CL-44, De Havilland DH.106 Comet, Douglas DC-6 e Vickers Viscount.